# Puducherry (stad)
Puducherry (äldre namn Pondicherry, franska; Pondichéry, tamil; புதுவை eller புதுச்சேரி) är en stad vid Bengaliska viken i Indien, tillhörig unionsterritoriet Puducherry. Folkmängden uppgick till 241 773 invånare vid folkräkningen 2011, med förorter 654 392 invånare (inklusive den västliga förorten Ozhukarai). Puducherry var huvudstaden för de franska kolonierna i Indien.

## Kultur
Större delen av invånarna i Puducherry är tamiler, som talar tamil hemma och i sociala sammanhang. Tidigare har utbildnings- och administrationsspråket varit franska. Efter återföreningen med Indien 1954 har dock engelska varit dominerande. Det franska inflytandet är emellertid fortfarande synligt i "Ville Blanche" (den vita staden), där hus i fransk stil, gatuskyltar, ett franskt gymnasium, ett franskt institut, flera katolska kyrkor och statyer av Jeanne d'Arc och Joseph-François Dupleix vittnar om nära 300 års fransk dominans. Franska används fortfarande flitigt i några kretsar, även om engelska är dominerande bland den allmänna befolkningen. Fransk gastronomi gör sig också gällande i stadens rika restaurangutbud, där man också kan få serveras alkohol. 
I centrala Puducherry finns också "Ville noire" (den svarta staden), där den tamilska befolkningen traditionellt har bott. Husen i detta historiska kvarter är byggda i lokal, tamilsk tradition.